# Немовля на прогулянці
«Немовля на прогулянці» (англ. Baby's Day Out) — американський комедійний сімейний фільм режисера Патріка Ріда Джонсона. Продюсер та сценарист — Джон Г'юз. Світова прем'єра фільму відбулась 1 липня 1994 року.

## Сюжет
Троє бандитів-невдах викрадають немовля Бінка з багатої родини, щоб згодом отримати за його повернення величезний викуп. Проте дитина уповзає від них і, опинившись на вулиці великого міста, починає подорожувати місцями малюка Бу — персонажа своєї улюбленої книжки з картинками.

## У ролях
- Джо Мантенья — Едгар «Едді» Маузер
- Джо Пантоліано — Норберт «Норбі» Ле Блау
- Браян Гейлі — Віктор «Віко» Рилей
- Лара Флін Бойл — Лорен Котвелл
- Меттью Глейв — сер Беннінгтон Остін Котвелл
- Синтія Ніксон — Джильбертін
- Фред Далтон Томпсон — агент ФБР Дейл Гріссом
- Джон Невілл — пан Ендрюс, дворецький Котвеллів
- Едді Брекен — старий ветеран
- Робін Бебер — товста леді
- Джон Александер — горила
- Близнюки Адам Роберт і Джейкоб Джозеф Вортон — Бінк Котвелл
  - Верн Троєр — Бінк Котвелл (дублер)[1]